# Teufen
Teufen (toponimo tedesco) è un comune svizzero di 6 201 abitanti del Canton Appenzello Esterno.

## Storia
Dal suo territorio nel 1723 fu scorporata la località di Bühler, divenuta comune autonomo.

## Monumenti e luoghi d'interesse

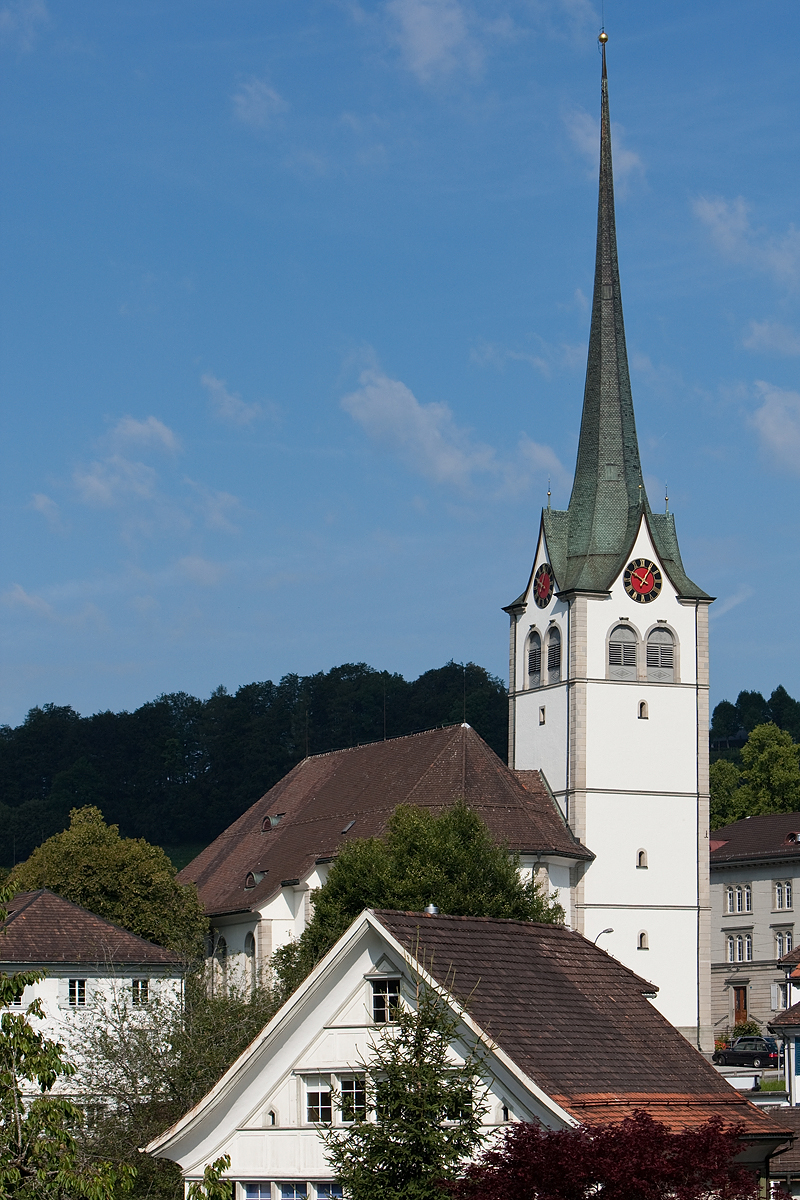
La chiesa riformata

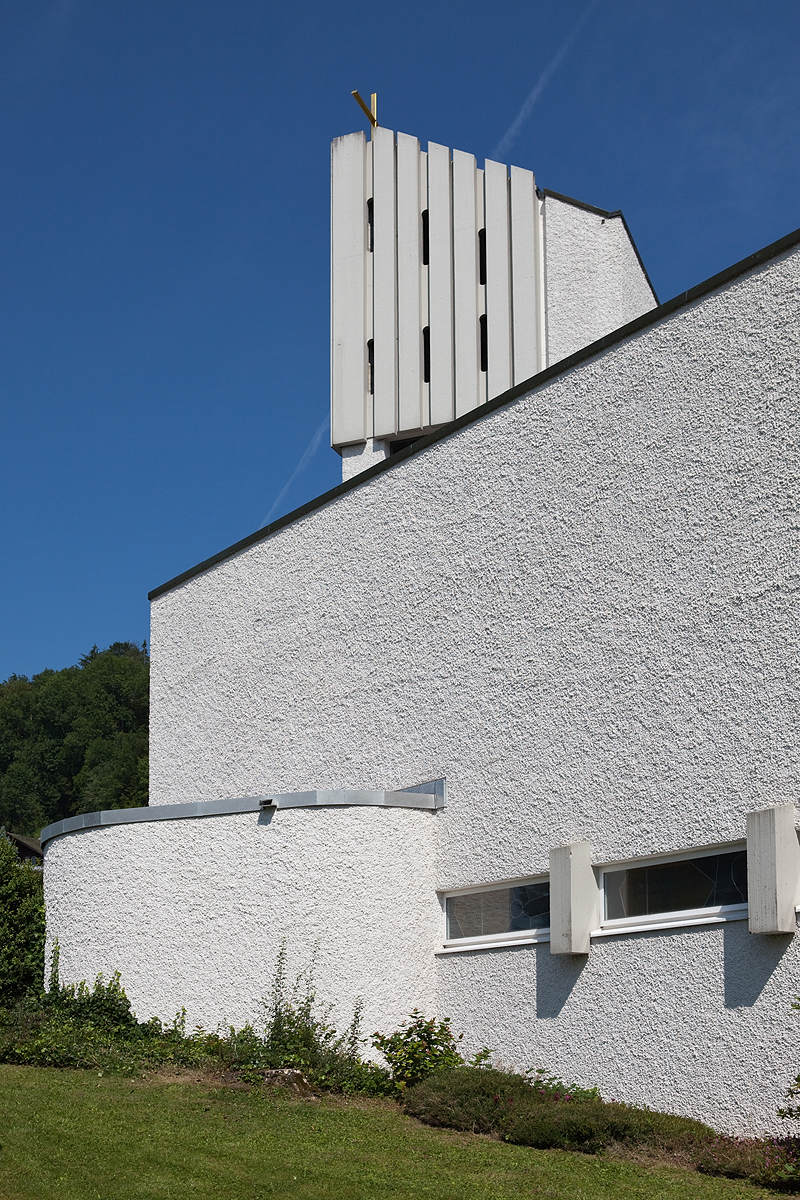
La chiesa cattolica

- Chiesa riformata (già di San Giovanni Battista), eretta nel 1479 e ricostruita nel 1776-1779[1];
- Chiesa cattolica, eretta nel 1895[1] e ricostruita negli anni 1970[senza fonte].

## Società

### Evoluzione demografica
L'evoluzione demografica è riportata nella seguente tabella:
Abitanti censiti

## Infrastrutture e trasporti

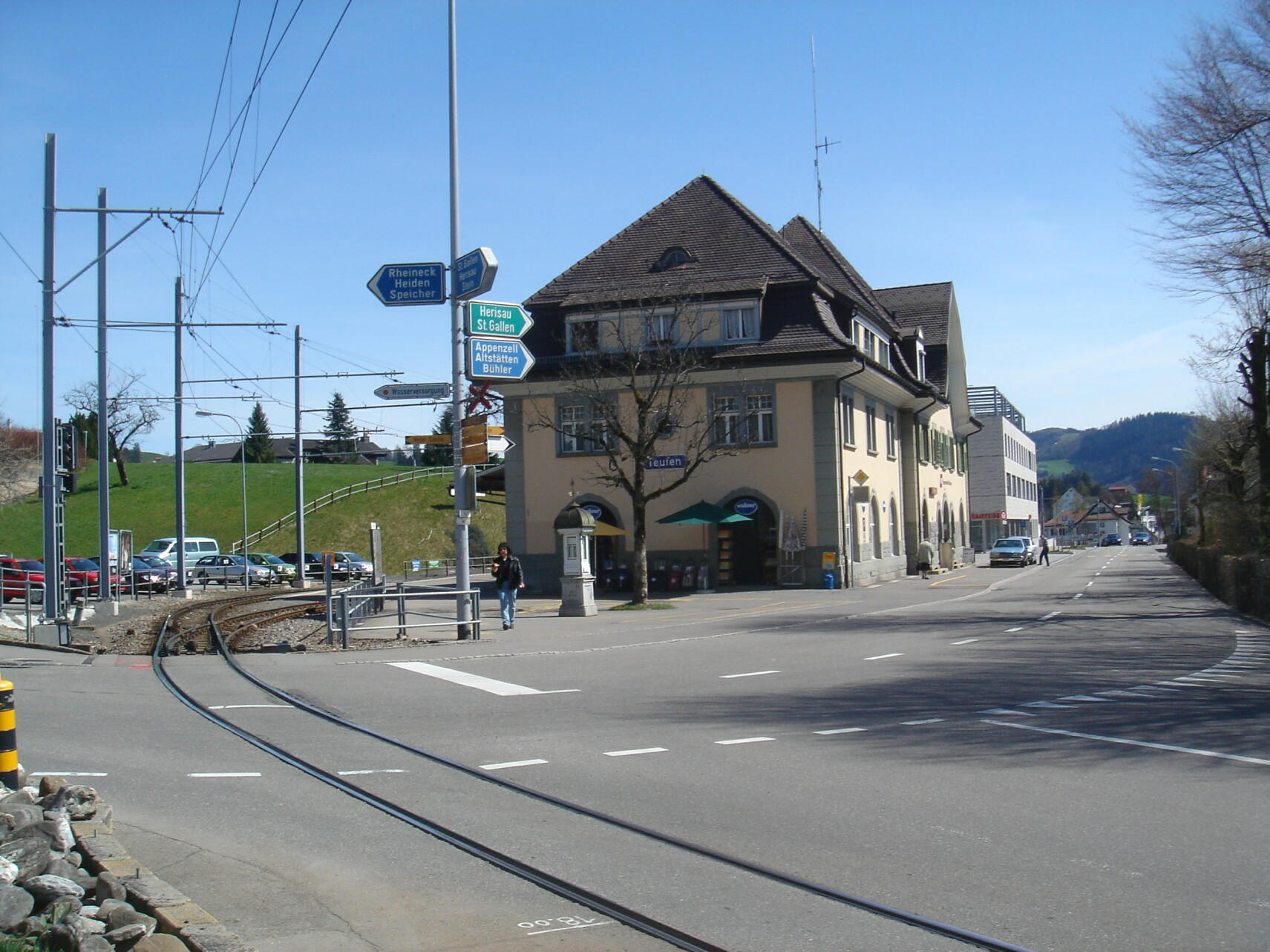
La stazione di Teufen

Teufen è servito dall'omonima stazione sulla ferrovia San Gallo-Gais-Appenzello (linea S22 della rete celere di San Gallo).
Nel territorio comunale sono inoltre presenti le stazioni di Teufen AR Stofel, di Sternen bei Teufen, di Niederteufen e di Lustmühle, sulla medesima linea San Gallo-Gais-Appenzello.

## Amministrazione
Ogni famiglia originaria del luogo fa parte del cosiddetto comune patriziale e ha la responsabilità della manutenzione di ogni bene ricadente all'interno dei confini del comune.